# Callambulyx superba
Callambulyx superba är en fjärilsart som beskrevs av Moore 1866. Callambulyx superba ingår i släktet Callambulyx och familjen svärmare. Inga underarter finns listade i Catalogue of Life.